# Aldeia de Caldas da Felgueira

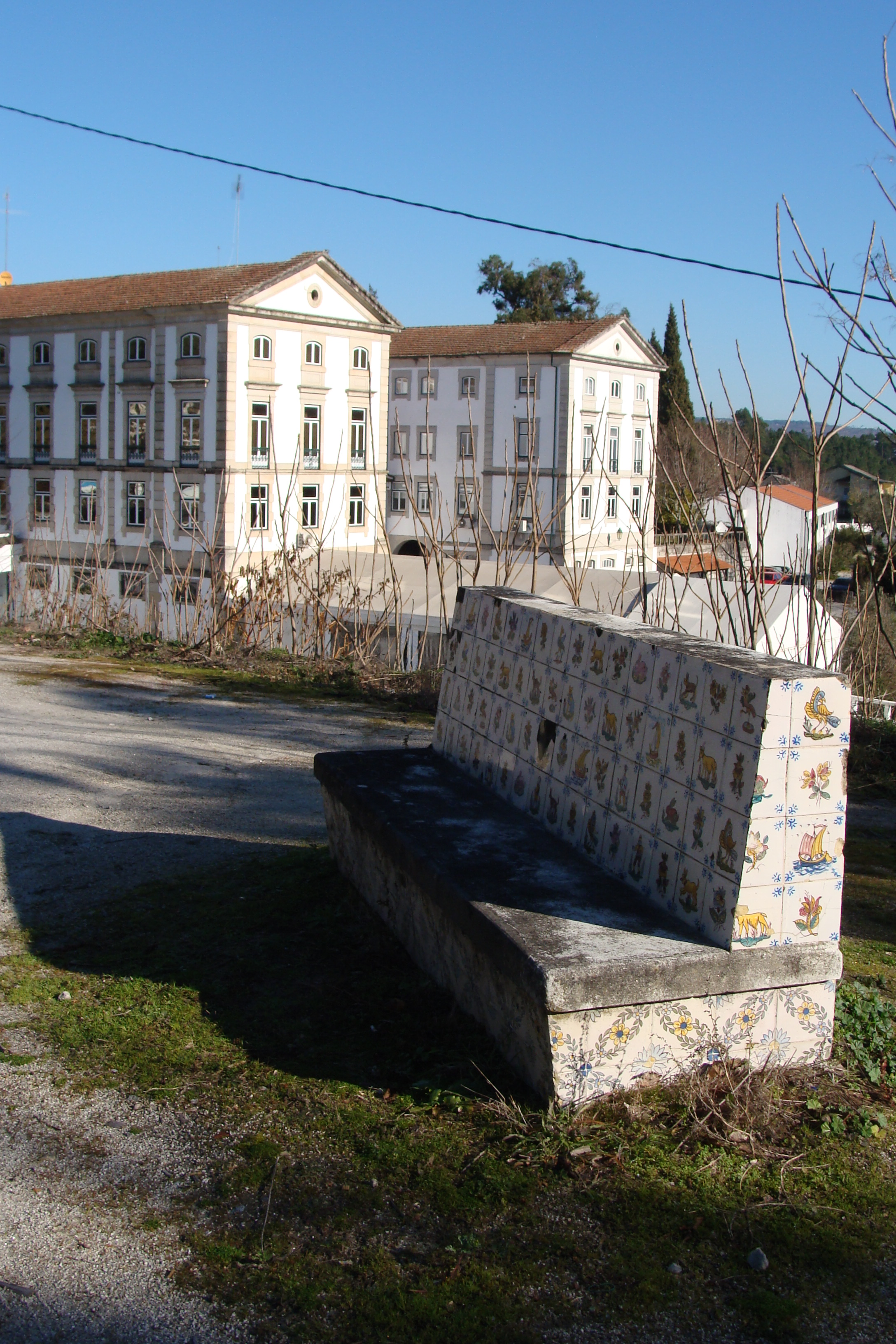
Termes de Felgueira

Aldeia de Caldas da Felgueira és un llogaret de Nelas, al districte de Viseu. És famós per les seues termes.

## Història
Tot i que apareix referida en les Memòries Parroquials de 1758, i hi havia referències a l'existència d'una "font d'aigua calenta i sulfúrica al límit del llogaret de Vale de Madeiros", freguesia de Canas de Senhorim, no eren conegudes el 1726, doncs no s'esmenten en l'Arquipélago Medicinal, publicat precisament el 1726, un veritable catàleg de les deus termals de llavors.
Al principi s'anomenava Banhos o Caldas de Vale de Madeiros, nom amb què va ser designada fins a prop del 1880. Després es coneix com Felgueira de Cantagalo, pel fet que l'arquitecte Rodrigo Maria Berquó, que va dirigir l'explotació de la font, era fill dels marquesos de Cantagalo.
Actualment, i hi ha fa prou de temps, Felgueira té el nom de Caldas da Felgueira.
És a la primeria del segle XIX quan comença la utilització de les aigües de Caldas da Felgueira en malalts de la pell i s'hi construeixen balnearis.
Després de la Segona Guerra mundial, Caldas da Felgueira rebé molts refugiats alemanys de guerra, recolzats per la PIDE.

## Situació
Aïllada enmig de la vall de l'Alt Mondego, al seu marge dret, a 25 km de Viseu, es troba a 220 m d'altitud, enquadrada per les serres de l'Estrela, del Buçaco i del Caramulo; la Felgueira pertany al municipi de Nelas i a dues freguesies, la de Canas de Senhorim i la de Nossa Senhora da Conceição de Nelas, inserida en la regió de Dâo-Lafões.
Les seues aigües foren reconegudes en l'Exposició Universal de París, al 1867, com a importants en el sector de la salut. Es tracta d'una aigua sulfúrica sòdica.